# 盛岡丸
盛岡丸（もりおかまる）は日本郵船の貨物船。

## 船歴
盛岡丸は浦賀船渠で建造され、1920年（大正9年）4月6日起工、同年7月21日に進水し、9月22日に竣工した。竣工後はインド航路などで運航された。
1937年（昭和12年）8月3日、陸軍に徴用されるが、1938年(昭和13年)1月14日に解傭となった後、1941年（昭和16年）7月3日に再度陸軍に徴傭される。
1942年（昭和17年）3月4日、盛岡丸は石炭を積んで崎戸港から高雄へ向けて出航した。しかし出航後まもなく密航者が発見され、引き返そうとしたようであるが、同日12時7分に日本軍が敷設した機雷に触れた。盛岡丸は12時20分ごろに沈没した。死者は出なかった。